# فلیگرهورست بروموسکی
فلیگرهورست بروموسکی (به انگلیسی: Fliegerhorst Brumowski) (به زبان بومی: Brumowski Air Base) یک فرودگاه نظامی است که یک باند فرود آسفالت دارد و طول باند آن ۱۴۰۰ متر است. این فرودگاه در شهر وین کشور اتریش قرار دارد و در ارتفاع ۱۸۰ متری از سطح دریا واقع شده است.